# Гранд-Анс
Гранд-Анс (фр. département de la Grand'Anse, гаїт. креол. Grandans) — один з десяти департаментів Гаїті. Адміністративний центр — місто Жеремі.
У 2003 році з департаменту був виділений новий департамент Ніп з округами Мірагоан і Анс-а-Во.
Площа департаменту після поділу становить 1912 км², населення 425 878 осіб (2009 рік).

## Округи і комуни
Департамент ділиться на 3 округи та на 12 комун:
- Анс-д'Ено
  - Анс-д'Ено (Anse-d'Ainault)
  - Дам-Марі (Dame-Marie)
  - Іруа (Les Irois)
- Корай
  - Корай (Corail)
  - Розо (Roseaux)
  - Бомон (Beaumont)
  - Пестель (Pestel)
- Жеремі
  - Жеремі (Jérémie)
  - Абрикот (Abricots)
  - Тру-Бонбон (Trou-Bonbon)
  - Морон (Moron)
  - Шамбелан (Chambellan)

| Гаїті | Це незавершена стаття з географії Гаїті. Ви можете допомогти проєкту, виправивши або дописавши її. |